# Peixe
Peixe är en kommun i Brasilien.   Den ligger i delstaten Tocantins, i den centrala delen av landet, 400 km norr om huvudstaden Brasília. Antalet invånare är 10 389.
Omgivningarna runt Peixe är huvudsakligen savann. Trakten runt Peixe är nära nog obefolkad, med mindre än två invånare per kvadratkilometer.